# Copa México 1932/33
Die Copa México 1932/33 war die erste Austragung der Copa México unter dieser Bezeichnung, nachdem der 1927 ins Leben gerufene Mexikanische Fußballverband das Pokalturnier in Mexiko wiederbelebt hatte, das zuvor letztmals in der Saison 1925/26 unter dem Namen Copa Eliminatoria ausgetragen worden war. Wie zuvor in den Spielzeiten 1924/25 und 1925/26 der Copa Eliminatoria, gewann der Club Necaxa auch diesmal den Pokalwettbewerb und somit zum dritten Mal in Folge. Endspielgegner war die von der deutschen Minderheit in Mexiko gegründete Mannschaft des FV Germania, für die das Finale zugleich der Abschiedsauftritt war, da die Fußballmannschaft des Vereins unmittelbar danach aufgelöst wurde.
Das Pokalturnier wurde im Anschluss an die Punktspielrunde der Saison 1932/33 ausgetragen, die ebenfalls von Necaxa gewonnen wurde, und ausschließlich von Mannschaften aus Mexiko-Stadt bestritten.

## Modus
Das Turnier wurde im K.o.-Verfahren ausgetragen. Es begann mit der am 18. Juni 1933 ausgetragenen Vorrunde und endete mit dem am 23. Juli 1933 ausgetragenen Pokalfinale.

## Die Spiele

### Vorrunde
Die Runde begann mit einer Überraschung, als der nur in der B-Staffel spielende FV Germania sich gegen den Vizemeister Atlante durchsetzen konnte.
|             | Ergebnis  |            |
| ----------- | --------- | ---------- |
| FV Germania | 6:4 n. V. | CF Atlante |
| Club Leonés | 3:2       | CD Marte   |

### Viertelfinale
|              | Ergebnis |                  |
| ------------ | -------- | ---------------- |
| Club Necaxa  | 6:0      | CF México        |
| CF Asturias  | 4:2      | Real Club España |
| Club América | 9:2      | Sporting         |
| FV Germania  | 3:2      | Club Leonés      |

### Halbfinale
|             | Ergebnis |              |
| ----------- | -------- | ------------ |
| FV Germania | 3:2      | Club América |
| CF Asturias | 1:5      | Club Necaxa  |

### Finale
Das Finale wurde im Parque Necaxa des amtierenden Meisters Club Necaxa ausgetragen, der sich durch den Sieg über den FV Germania das Double sichern konnte. Die Tore für Necaxa erzielten José Ruvalcaba und Ignacio Ávila (2). Für Germania war Röder erfolgreich.
|             | Ergebnis |             |
| ----------- | -------- | ----------- |
| Club Necaxa | 3:1      | FV Germania |

Zum Kader der Siegermannschaft des Club Necaxa gehörten unter anderem die folgenden Spieler: Ignacio Ávila, Antonio Azpiri, Lorenzo Camarena, Julio Lores, Tomás Lozano, Guillermo Ortega, Luis „Pichojos“ Pérez, José Ruvalcaba und Ignacio Trelles sowie wahrscheinlich auch Marcial Ortiz.